# Saint-Gobain
|  | Per a altres significats, vegeu «Saint-Gobain Glass». |

Saint-Gobain és un municipi francès al departament de l'Aisne (regió dels Alts de França). L'any 2007 tenia 2.348 habitants.

## Demografia
El 2007 la població de fet de Saint-Gobain era de 2.348 persones. Hi havia 888 famílies de les quals 285 eren unipersonals (118 homes vivint sols i 167 dones vivint soles), 305 parelles sense fills, 237 parelles amb fills i 61 famílies monoparentals amb fills.
La població ha evolucionat segons el següent gràfic:

### Habitatges
El 2007 hi havia 1.009 habitatges, 907 eren l'habitatge principal de la família, 21 eren segones residències i 82 estaven desocupats. 913 eren cases i 96 eren apartaments. Dels 907 habitatges principals, 653 estaven ocupats pels seus propietaris, 223 estaven llogats i ocupats pels llogaters i 31 estaven cedits a títol gratuït; 12 tenien una cambra, 42 en tenien dues, 209 en tenien tres, 291 en tenien quatre i 353 en tenien cinc o més. 656 habitatges disposaven pel capbaix d'una plaça de pàrquing. A 457 habitatges hi havia un automòbil i a 320 n'hi havia dos o més.

### Piràmide de població
La piràmide de població per edats i sexe el 2009 era:
| Homes | Edats   | Dones |
| ----- | ------- | ----- |
| 0     | 95 o +  | 12    |
| 8     | 90 a 94 | 24    |
| 24    | 85 a 89 | 52    |
| 28    | 80 a 84 | 60    |
| 44    | 75 a 79 | 96    |
| 104   | 70 a 74 | 68    |
| 56    | 65 a 69 | 100   |
| 64    | 60 a 64 | 68    |
| 60    | 55 a 59 | 40    |
| 52    | 50 a 54 | 76    |
| 72    | 45 a 49 | 76    |
| 96    | 40 a 44 | 100   |
| 80    | 35 a 39 | 68    |
| 76    | 30 a 34 | 56    |
| 56    | 25 a 29 | 56    |
| 32    | 20 a 24 | 40    |
| 68    | 15 a 19 | 72    |
| 80    | 10 a 14 | 40    |
| 52    | 5 a 9   | 68    |
| 32    | 0 a 4   | 48    |

## Economia
El 2007 la població en edat de treballar era de 1.330 persones, 904 eren actives i 426 eren inactives. De les 904 persones actives 819 estaven ocupades (434 homes i 385 dones) i 85 estaven aturades (43 homes i 42 dones). De les 426 persones inactives 171 estaven jubilades, 117 estaven estudiant i 138 estaven classificades com a «altres inactius».

### Ingressos
El 2009 a Saint-Gobain hi havia 911 unitats fiscals que integraven 2.100 persones, la mediana anual d'ingressos fiscals per persona era de 17.328 €.

### Activitats econòmiques
Dels 73 establiments que hi havia el 2007, tres eren d'empreses alimentàries, una d'una empresa de fabricació d'elements pel transport, cinc d'empreses de fabricació d'altres productes industrials, 12 d'empreses de construcció, quinze d'empreses de comerç i reparació d'automòbils, dues d'empreses de transport, set d'empreses d'hostatgeria i restauració, una d'una empresa d'informació i comunicació, una d'una empresa financera, dues d'empreses immobiliàries, sis d'empreses de serveis, tretze d'entitats de l'administració pública i cinc d'empreses classificades com a «altres activitats de serveis».
Dels 22 establiments de servei als particulars que hi havia el 2009, una era una oficina de correu, una oficina bancària, un taller de reparació d'automòbils i de material agrícola, un paleta, tres guixaires pintors, dues fusteries, tres lampisteries, dos electricistes, una empresa de construcció, cinc perruqueries i dos restaurants.
Dels 9 establiments comercials que hi havia el 2009, dues eren botigues de més de 120 m², tres fleques, una fleca, una peixateria i dues floristeries.
L'any 2000 a Saint-Gobain hi havia sis explotacions agrícoles que ocupaven un total de 108 hectàrees.

## Equipaments sanitaris i escolars
El 2009 hi havia un hospital de tractaments de mitja durada (seguiment i rehabilitació), una farmàcia i una ambulància. El 2009 hi havia una escola maternal i una escola elemental. Saint-Gobain disposava d'un col·legi d'educació secundària amb 243 alumnes.

## Poblacions properes
El següent diagrama mostra les poblacions més properes.